# Quercus hypoleucoides
Quercus hypoleucoides, és una espècie del gènere Quercus dins de la família de les fagàcies. Està classificada en la secció dels roures vermells d'Amèrica del Nord, Centreamèrica i el nord d'Amèrica del Sud que tenen els estils llargs, les glans maduren en 18 mesos i tenen un sabor molt amarg. Les fulles solen tenir lòbuls amb les puntes afilades, amb truges o amb pues en el lòbul.

## Distribució i hàbitat
Normalment es poden trobar des de l'oest d'Arizona, a l'est de Texas, sud-oest de Nou Mèxic i el sud de Mèxic. Encara que en general és vist com un arbust, es poden trobar com a arbre d'una grandària de 30 metres d'altura a les zones en què rep una gran quantitat d'aigua. Es pot distingir d'altres roures per les seves fulles lanceolades, que són de color verd fosc en la part superior però blanca com la plata en la superfície inferior.

## Descripció
Quercus hypoleucoides produeix les seves flors en la primavera com la majoria de les plantes. Creix en regions càlides i s'utilitza com a planta ornamental a causa del seu fullatge inusual. Aquesta espècie té glans que són menjades pels esquirols i els ocells, i fins i tot de vegades pels éssers humans. Tanmateix, abans que sigui segur per a les persones la seva ingestió, l'àcid tànic primer ha de ser lixiviat a causa de les seves qualitats tòxiques.
L'escorça és de color gris fosc. És prima, amb fissures superficials, de color clar i crestes estretes. Les branquetes són de color marró vermellós i són àmpliament triangulars amb una punta afilada. Són primes i generalment amb borrissol blanc. Les gemmes terminals s'agrupen. Les fulles són alternes, perennes, simples, i estretament oblongues a lanceolades. En general són de 2 a 4 polzades de llarg, amb les vores de retorçats. De tant en tant té algunes dents poc profundes, una punta punxeguda estreta, i una textura de cuir. El seu color és normalment de color verd-groc brillant en la part superior i de color blanc o platejat en la part inferior. Els fruits són glans oblongues. La tapa és escamosa en forma de bol i cobreix 1/3 de la nou que madura en 1 (o 2 temporades), amb venciment a principis de la tardor.
És una planta monoica, per tant les flors masculines i femenines creixen en la mateixa planta. Això s'oposa a les plantes dioiques, on les flors masculines i flors femenines creixen en arbres separats. Les flors masculines formen llargs aments penjants llargs que són de color groc-verd. Les flors femenines tenen molt petits becs en aixelles de les fulles que apareixen amb les fulles. Encara que generalment es troba en forma d'arbust, donada la suficient humitat pot arribar a ser un arbre de grandària mitjana que aconsegueix fins a 60 metres d'altura amb una corona rodona.

## Distribució i hàbitat
Quercus hypoleucoides es troba normalment en barrancs humits i en les crestes. També es troba en els boscos de coníferes i terres elevades altes, a les muntanyes del sud d'Arizona i Nou Mèxic, com la Serra de Santa Catalina i les muntanyes Chiricahua, on es troba amb altres espècies de roures com Quercus arizonica, Quercus emoryi, i Quercus rugosa.

## Usos
Quercus hypoleucoides s'utilitza principalment per a finalitats ornamentals. Les seves fulles tenen un contrast únic a causa del color molt blanc, de color plata en la part inferior. Les seves glans són una font d'aliment per als esquirols i ocells. Els arbres més alts també ajuden a donar ombra als animals inferiors que necessiten per escapar dels forts rajos del sol.

## Taxonomia
Quercus hypoleucoides va ser descrita per Aimée Antoinette Camus i publicat a Bulletin du Muséum d'Histoire Naturelle, sér. 2 4: 124. 1932.
Etimologia
Quercus: nom genèric del llatí que designava igualment al roure i a l'alzina.
hypoleucoides: epítet llatí que significa "blanc per sota".
Sinonímia

- Quercus confertifolia Torr.
- Quercus hypoleuca Engelm.[9][10]